# 高台

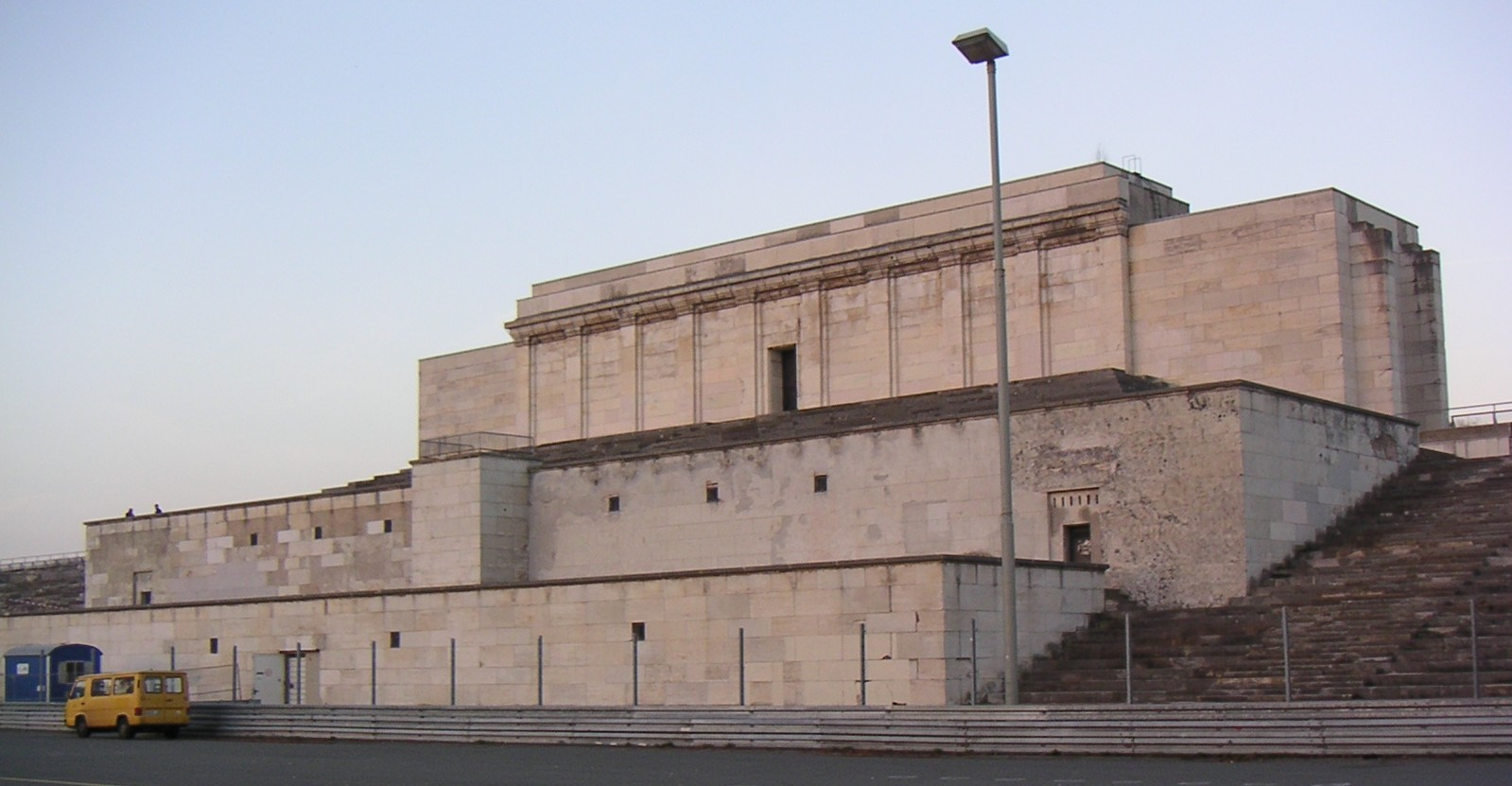
20 世纪建造的高台的例子：德国纽伦堡纳粹全国党代会集会场上的齐柏林总部高台（1934 年）

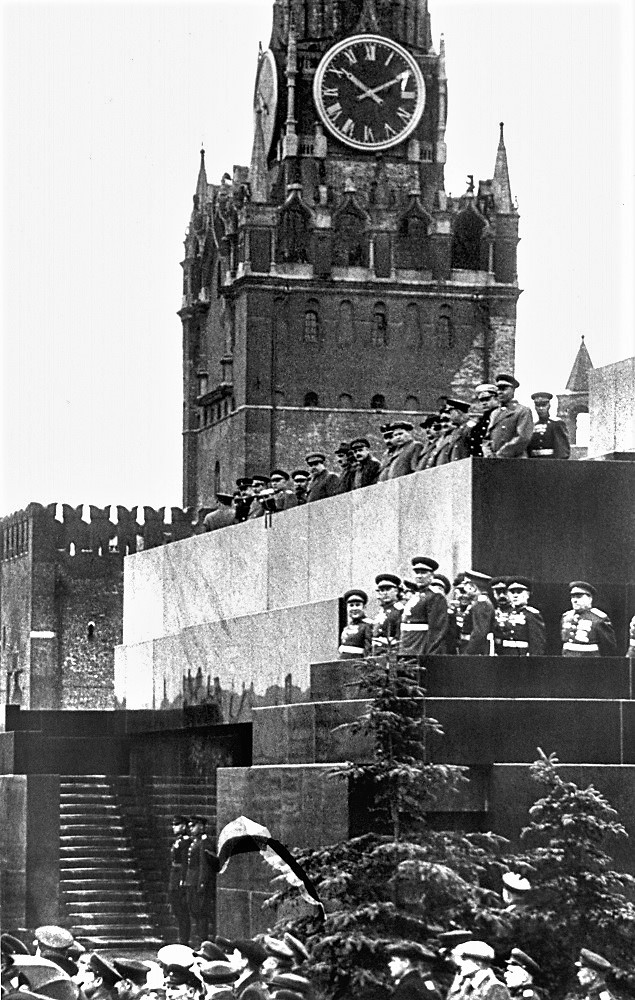
列宁墓曾作为红场阅兵中苏联领导人的检阅高台，如1945年6月的这次阅兵（图示）。

高台（Tribune）是一个含义模糊的建筑术语，经常被误用，含义不明。该词如今通常被用于指代主席台或类似舞台的平台，或者更模糊地指代任何可以显目地发表演讲的凸起平台。

## 词源
英语中的“tribune”（“升高的平台”）最早于1762年传自法语（tribune）和意大利语（tribuna）。这两个词又源于中世纪拉丁语“tribuna”和古典拉丁语“tribunal”，后者指保民官（或其他罗马裁判官）为行使官方职能而设置的一种类似于御座的升高式座位。

## 拓展阅读
本条目包含来自公有领域出版物的文本: Chisholm, Hugh (编). .  27 (第11版). London: Cambridge University Press: 265. 1911.